# IC 1356
IC 1356 ist eine elliptische Galaxie vom Hubble-Typ E im Sternbild Steinbock auf der Ekliptik. Sie ist schätzungsweise 385 Millionen Lichtjahre von der Milchstraße entfernt.
Das Objekt wurde am 16. August 1892 von Stéphane Javelle entdeckt.